# Liste der Kulturdenkmäler in Eberschütz
Die folgende Liste enthält die in der Denkmaltopographie ausgewiesenen Kulturdenkmäler auf dem Gebiet des Ortsteils Eberschütz der  Stadt Trendelburg, Landkreis Kassel, Hessen.
Hinweis: Die Reihenfolge der Denkmäler in dieser Liste orientiert sich an der Anschrift, alternativ ist sie auch nach der Bezeichnung oder der Bauzeit sortierbar.
Kulturdenkmäler werden fortlaufend im Denkmalverzeichnis des Landes Hessen durch das Landesamt für Denkmalpflege Hessen auf Basis des Hessischen Denkmalschutzgesetzes (HDSchG) geführt. Die Schutzwürdigkeit eines Kulturdenkmals hängt nicht von der Eintragung in das Denkmalverzeichnis des Landes Hessen oder der Veröffentlichung in der Denkmaltopographie ab.

## Eberschütz
| Bild            | Bezeichnung                          | Lage                       | Beschreibung | Bauzeit | Daten |
| --------------- | ------------------------------------ | -------------------------- | ------------ | ------- | ----- |
| Bild gesucht BW | Gesamtanlage Eberschütz, Dorfkern    | Lage                       |              |         |       |
| Bild gesucht BW | Längsdielenhaus Am Sandwurf          | Leineweberstraße 7 Lage    |              |         |       |
| Bild gesucht BW | Fachwerkhaus Am Sandwurf 6           | Am Sandwurf 6 Lage         |              |         |       |
| Bild gesucht BW | Längsdielenhaus Ecke 1               | Ecke 1 Lage                |              |         |       |
| Bild gesucht BW | Längsdielenweg Hümmer Straße 1       | Hümmer Straße 1 Lage       |              |         |       |
| Bild gesucht BW | Ständerbau Hümmer Straße 3           | Hümmer Straße 3 Lage       |              |         |       |
| Bild gesucht BW | Spritzenhaus                         | Hümmer Straße 2a Lage      |              |         |       |
| Bild gesucht BW | Gastwirtschaft Hümmer Straße 5       | Hümmer Straße 5 Lage       | abgerissen   |         |       |
| Bild gesucht BW | Querdielenhaus Hümmer Straße 6       | Hümmer Straße 6 Lage       |              |         |       |
| Bild gesucht BW | Längsdielenhaus Hümmer Straße 8      | Hümmer Straße 8 Lage       |              |         |       |
| Bild gesucht BW | Flurquerdielenhaus Hümmer Straße 9   | Hümmer Straße 9 Lage       |              |         |       |
| Bild gesucht BW | Längsdielenhaus Hümmer Straße 10     | Hümmer Straße 10 Lage      |              |         |       |
| Bild gesucht BW | Querdielenhaus Im Winkel 5           | Im Winkel 5 Lage           |              |         |       |
| Bild gesucht BW | Längsdielenhaus Im Winkel 8          | Im Winkel 8 Lage           |              |         |       |
| Bild gesucht BW | Längsdielenhaus In der Bau 2         | In der Bau 2 Lage          |              |         |       |
| Bild gesucht BW | Längsdielenhaus In der Bau 3         | In der Bau 3 Lage          |              |         |       |
| Bild gesucht BW | Längsdielenhaus Leineweberstraße 11  | Leineweberstraße 11 Lage   |              |         |       |
| Bild gesucht BW | Mühle                                | Leineweberstraße 8 Lage    | abgerissen   |         |       |
| Kirche          | Kirche                               | Mittelweg Lage             |              |         |       |
| Bild gesucht BW | Längsdielenhaus Mittelweg 7          | Mittelweg 7 Lage           |              |         |       |
| Bild gesucht BW | Rähmbau Muttenhager Weg 1            | Muddenhager Weg 1 Lage     |              |         |       |
| Bild gesucht BW | Wohnhaus Muttenhager Weg 2           | Muddenhager Weg 2 Lage     |              |         |       |
| Bild gesucht BW | Fachwerkhaus Zur alten Schmiede 2    | Zur alten Schmiede 2 Lage  |              |         |       |
| Bild gesucht BW | Querdielenhaus Zur alten Schmiede 6  | Zur alten Schmiede 6 Lage  |              |         |       |
| Bild gesucht BW | Ehemalige Schule                     | Zur alten Schmiede 7 Lage  |              |         |       |
| Bild gesucht BW | Querdielenhaus Zur alten Schmiede 12 | Zur alten Schmiede 12 Lage |              |         |       |